# نیوشا توکلیان
نیوشا توکلیان (زاده ۷ دی ۱۳۶۱ تهران) خبرنگار و عکاس ایرانی است. از سال ۲۰۰۲ عکسهای وی در نشریات معتبر بین‌المللی مثل تایم، نیویورک تایمز، اشترن، فیگارو و برخی دیگر از نشریات آمریکایی و اروپایی به چاپ رسیده‌است. او عکاس خودآموخته‌ای است که عکاسی حرفه‌ای را در سن ۱۶ سالگی در نشریه زن آغاز کرد و در نشریات دیگر ادامه داد. توکلیان تا کنون در کشورهای عراق، لبنان، سوریه، عربستان و پاکستان به عکاسی پرداخته‌است. او با توماس اردبرینک روزنامه‌نگار نیویورک تایمز در تهران ازدواج کرده‌است.

## فعالیت‌ها
- برنده جایزه Magic of Persia Contemporary Art Prize
- توکلیان از اعضای گروه بین الملیی EVE Photographers است که زنان عکاس تشکیل شده‌است.[۳]
- آثار او به مسترکلاس پرس فتو در آمستردام راه یافته‌است.

### نمایش عکس‌ها در گالری تامس ایربن
گالری «تامس ایربن» در نیویورک مجموعه‌ای از عکس‌های او را در سال ۲۰۱۳ به نمایش گذاشته‌است، این مجموعه آثار نگاه کن نام دارد. افرادی که موضوع این عکس‌ها هستند در ساختمان محل سکونت توکلیان زندگی می‌کنند. نکته جالب در مورد این مجموعه این است که همه این تصاویر در برابر پنجره‌ای که نمایی از ساختمان‌های اطراف در پس آن دیده می‌شوند در ساعت ۸ شب گرفته شده‌اند.

### پس دادن جایزه و نه گفتن به آن
نیوشا توکلیان جایزه ۵۰ هزار یورویی بنیاد ˝فتوژورنالیسم کارمینیک˝ را پس داد، توکلیان این جایزه را بعد از دریافت، برای این بنیاد پس فرستاد و بالطبع برگزاری نمایشگاه مجموعه عکس‌هایش توسط این بنیاد هنری فرانسوی و همچنین چاپ کتاب این مجموعه لغو شد. سوژه اصلی این عکس‌ها جوانان ایرانی و زندگی روزمره آن‌ها است. آدم‌های معمولی که شاید به ظاهر جذابیت خاصی برای دوربین نداشته باشند اما به گمان او اگر کمی دقیق‌تر نگاه کنید، زندگیشان پر از داستان است… کارمینیک تأکید کرد که نام این مجموعه باید به «نسل سوخته» تغییر پیدا کند. عنوانی که به گمان نیوشا توکلیان سرشار از قضاوت بود و به هیچ وجه با نگاه او، به‌عنوان‌خالق‌اثر، همخوانی و سنخیت نداشته‌است. البته او پیش از این چندین بار در نمایشگاهایی با عنوان نسل سوخته شرکت داشته بود در نهایت پس از دو بار سفر به فرانسه در سه ماه و چندین جلسه گفتگو برای رسیدن به یک نقطه مشترک، نیوشا توکلیان به این نتیجه می‌رسد که راه دیگری ندارد جز آنکه جایزه ۵۰ هزار یورویی، نمایشگاه و کتاب را فراموش کند. چراکه چاپ کتاب مجموعه عکس‌هایش با چنین عنوانی برایش غیرقابل تحمل می‌بود. وی توضیح می‌دهد که چگونه رئیس این بنیاد با اصرار بر تغییر در شرح‌ها، نام، و گزینش عکس‌های این مجموعه، قصد داشته آن را، برخلاف نگرش و خواست توکلیان، در جهت کلیشه‌های متعارف در مورد ایران هدایت کند. رئیس بنیاد کارمنیاک می‌خواسته که نیوشا نام پروژه‌اش را «نسل گمشده» یا «نسل از دست رفته» بگذارد.
پس از ماه‌ها جدل با حامی جایزه که می‌خواست بر کارهای وی کنترل داشته باشد، و در آخر، بنیاد کارمینیاک تجدیدنظر اساسی کرد و قول داد که از این به بعد هیچ دخالتی در پروژهٔ نیوشا توکلیان نخواهد کرد و وی بعد از چند روز مجدداً این جایزه را دریافت کرد.

### جایزه پرنس کلاوس
توکلیان در سپتامبر ۲۰۱۵ به عنوان برنده جایزه پرنس کلاوس در رشته عکاسی معرفی شد. جایزه در روز دوم دسامبر در برنامه‌ای با حضور خانواده سلطنتی هلند و فریبا درخشانی دبیر ایرانی این جایزه به وی اهدا شد.

## دیدگاه‌ها و نظرات
عکاس باید یک جهان‌بینی جامع داشته باشد، عکاسان روحیه شکست‌ناپذیری داشته باشند و بتوانند در قبال نه گفتن‌ها ایستادگی و مقاومت کنند.